# Шикинью (футболист, 1995)
Франсишку Леонел Лима Силва Машаду (порт. Francisco Leonel Lima Silva Machado; род. 19 июля 1995, Санту-Тирсу) — португальский футболист, полузащитник греческого клуба «Олимпиакос».

## Биография
Занимался футболом в академиях различных португальских клубов — «Рориш», «Пастелейра», «Боавишта» и «Лейшойнш» (где находился с 2009 года). В сезоне 2014/15 Шикинью начали подключать к играм за основной состав «Лейшойнша», который выступал во Второй лиге Португалии. Его дебют в футболке «Лейшойнша» состоялся 30 июля 2014 года в матче Кубка португальской лиги против «Санта-Клары» (3:0). В течение своего первого сезона в профессиональном футболе Шикинью являлся игроком запаса, поэтому следующий сезон 2015/16 провёл в стане клуба «Гондомар» на правах аренды. Вернувшись, полузащитник занял место в основном составе «Лейшойнша».
В феврале 2017 года его контракт за 200 тысяч евро выкупила хорватская «Локомотива». В чемпионате Хорватии португалец дебютировал 25 февраля 2017 года в домашней встрече против «Осиека» (2:0). Не сумев стать игроком основного состава «Локомотивы», Шикинью летом 2017 года был отдан в аренду «Академике» из Коимбры, которая выкупила его контракт спустя полгода за 150 тысяч евро.
В конце мая 2018 года полузащитник заключил пятилетний контракт с грандом португальского футбола — лиссабонской «Бенфикой». Трансфер Шикинью обошёлся «Бенфике» в 600 тысяч евро. Тем не менее, в следующем месяце «Бенфика» продала 50 % своих экономических прав на игрока клубу «Морейренсе», где полузащитник провёл сезон 2018/19.
Летом 2019 года «Бенфика» выкупила 50 % прав на игрока у «Морейренсе» за 5,25 миллиона евро. Дебют в футболке «орлов» состоялся 4 августа 2019 года в игре за Суперкубок Португалии против лиссабонского «Спортинга» (5:0). В первом же сезоне Шикинью удалось стать игроком осинового состава «Бенфики», с которой он дебютировал в еврокубках, занял серебряные медали чемпионата Португалии и дошёл до финала Кубка Португалии.
31 августа 2021 года был отдан в аренду клубу «Брага».

## Достижения
«Бенфика»
- Чемпион Португалии: 2022/23
- Серебряный призёр чемпионата Португалии: 2019/20
- Бронзовый призёр чемпионата Португалии: 2020/21
- Обладатель Суперкубка Португалии: 2019
- Финалист Кубка Португалии (2): 2019/20, 2020/21

«Олимпиакос»
- Победитель Лиги Конференций: 2023/24